# بیتا منصوری
بیتا منصوری تهیه‌کننده، مجری طرح و مدیر تولید سینمای اهل ایران است.
بیتا منصوری برندهٔ ۲ سیمرغ بلورین بهترین فیلم و بهترین فیلم از نگاه تماشاگران، از سی و سومین دوره جشنواره فیلم فجر برای فیلم رخ دیوانه شد.

## سینما
| سال تولید | عنوان فیلم                         | تهیه کننده | مدیر تولید | مجری طرح | دستیار کارگردان و برنامه‌ریز | بازیگر | امور مالی |
| ۱۳۹۷      | پاستاریونی                         | آری        |            |          |                             |        |           |
| ۱۳۹۶      | گلدانی که پاییز می‌شود (فیلم کوتاه) |            |            |          |                             | آری    |           |
| ۱۳۹۵      | قهرمانان کوچک                      | آری        |            |          |                             |        |           |
| ۱۳۹۳      | رخ دیوانه                          | آری        |            |          |                             |        |           |
| ۱۳۸۷      | زادبوم                             |            | آری        | آری      |                             |        |           |
| ۱۳۸۴      | تقاطع                              |            | آری        |          |                             |        |           |
| ۱۳۸۳      | جزیره آهنی                         |            | آری        | آری      |                             |        |           |
| ۱۳۸۰      | نان، عشق و موتور ۱۰۰۰              |            |            |          |                             |        | آری       |
| ۱۳۷۸      | مرد بارانی                         |            | آری        |          |                             |        |           |
| ۱۳۶۷      | سفر عشق                            |            |            |          | آری                         |        |           |
| --------- | ---------------------------------- | ---------- | ---------- | -------- | --------------------------- | ------ | --------- |

## جوایز و نامزدی‌ها[۱][۲]
| سال  | جایزه                                             | بخش                                       | نامزد         | نتیجه                        |
| ---- | ------------------------------------------------- | ----------------------------------------- | ------------- | ---------------------------- |
| ۱۳۹۳ | دوره ۳۳ جشنواره فیلم فجر                          | بهترین فیلم                               | رخ دیوانه     | برنده                        |
| ۱۳۹۳ | دوره ۳۳ جشنواره فیلم فجر                          | بهترین فیلم از نگاه مردمی                 | رخ دیوانه     | برنده                        |
| ۱۳۹۴ | دوره ۱۵ جشن حافظ                                  | تندیس بهترین فیلم                         | رخ دیوانه     | نامزدشده                     |
| ۱۳۹۴ | دوره ۹ جشن انجمن منتقدان و نویسندگان سینمای ایران | تندیس بهترین فیلم                         | رخ دیوانه     | نامزدشده                     |
| ۱۳۹۶ | جشنواره فیلم کودک و نوجوانان                      | پروانه زرین بهترین فیلم بلند سینمایی کودک | قهرمانان کوچک | برنده جایزه ویژه هیئت داوران |
| ۱۳۹۷ | جشنواره فیلم کودک و نوجوانان                      | پروانه زرین بهترین فیلم بلند سینمایی کودک | پاستاریونی    | برنده                        |